# Geschichte des Kletterns in der Sächsischen Schweiz
Die Sächsische Schweiz gilt als eines der ältesten Klettergebiete der Erde und wird auch als „Wiege des Freikletterns“ bezeichnet. Sie entwickelte sich von einem Übungsgelände für die Alpen zum größten deutschen Klettergebiet mit über 20.000 Routen (Wege) an 1135 freistehenden Felsen. Hier wurden ohne die Verwendung technischer Hilfsmittel bis in die 1970er Jahre einige der damals schwersten Kletterrouten der Welt erschlossen.

## Anfänge bis zur Jahrhundertwende
Schon im Mittelalter wurden verschiedene Felsen, wie der Falkenstein, Frienstein, Mönch und Winterstein, bestiegen, um auf diesen Burgwarten zu errichten. Diese Klettereien erfolgten sicherlich kaum aus sportlichen Motiven, sondern dienten eher der Errichtung schlecht erreichbarer und damit sicherer Stützpunkte.
1848 bestieg Sebastian Abratzky aus sportlichen Motiven über einen Felsspalt in der Südseite die Festung Königstein. Als Geburtsstunde des Kletterns gilt jedoch die Besteigung des Falkensteins durch Schandauer Turner im Jahr 1864. Dabei wurden noch künstliche Hilfsmittel wie Leitern verwendet. Die ersten auf dem Gipfel waren die Turner aber nicht, da auf dem Gipfel des Falkensteins Reste einer mittelalterlichen Burgwarte gefunden wurden.
Zehn Jahre später, im Jahr 1874, bestiegen Otto Ewald Ufer und H. Frick als erste den Mönch bei Rathen aus den gleichen sportlichen Motiven. Erstmals erfolgte dabei in der Sächsischen Schweiz eine Besteigung eines Klettergipfels ohne künstliche Hilfsmittel. Diese Besteigung gilt als Geburtsstunde des freien Kletterns in der Sächsischen Schweiz und prägte die nachfolgende Entwicklung des Kletterns im Gebirge nachhaltig.
A. Matthäi, T Lierke, H. Fischer und H. Kurze bestiegen, nach einem in der Höhle unter dem Gipfel befindlichen Zettel, am 1. Juli 1888 die Nonne ohne künstliche Hilfsmittel. Danach folgten weitere Gipfel. Rudolf Fehrmann schrieb dazu in seinem Kletterführer von 1908: Das Verdienst, sich zuerst von künstlichen Hilfsmitteln freigemacht zu haben, gebührt Hugo Kurze, Adolf Matthäi und Begleitern; so bestiegen sie zuerst „frei“ die Hintere und Vordere Kleine Gans, die Nonne bei Rathen und andere Felsen.
Wenig später, ab dem Jahr 1885, machte sich eine Gruppe gut situierter Handwerker aus Pirna und Bad Schandau daran, die Felsen ihrer Heimat mit allen erdenklichen Hilfsmitteln zu ersteigen.

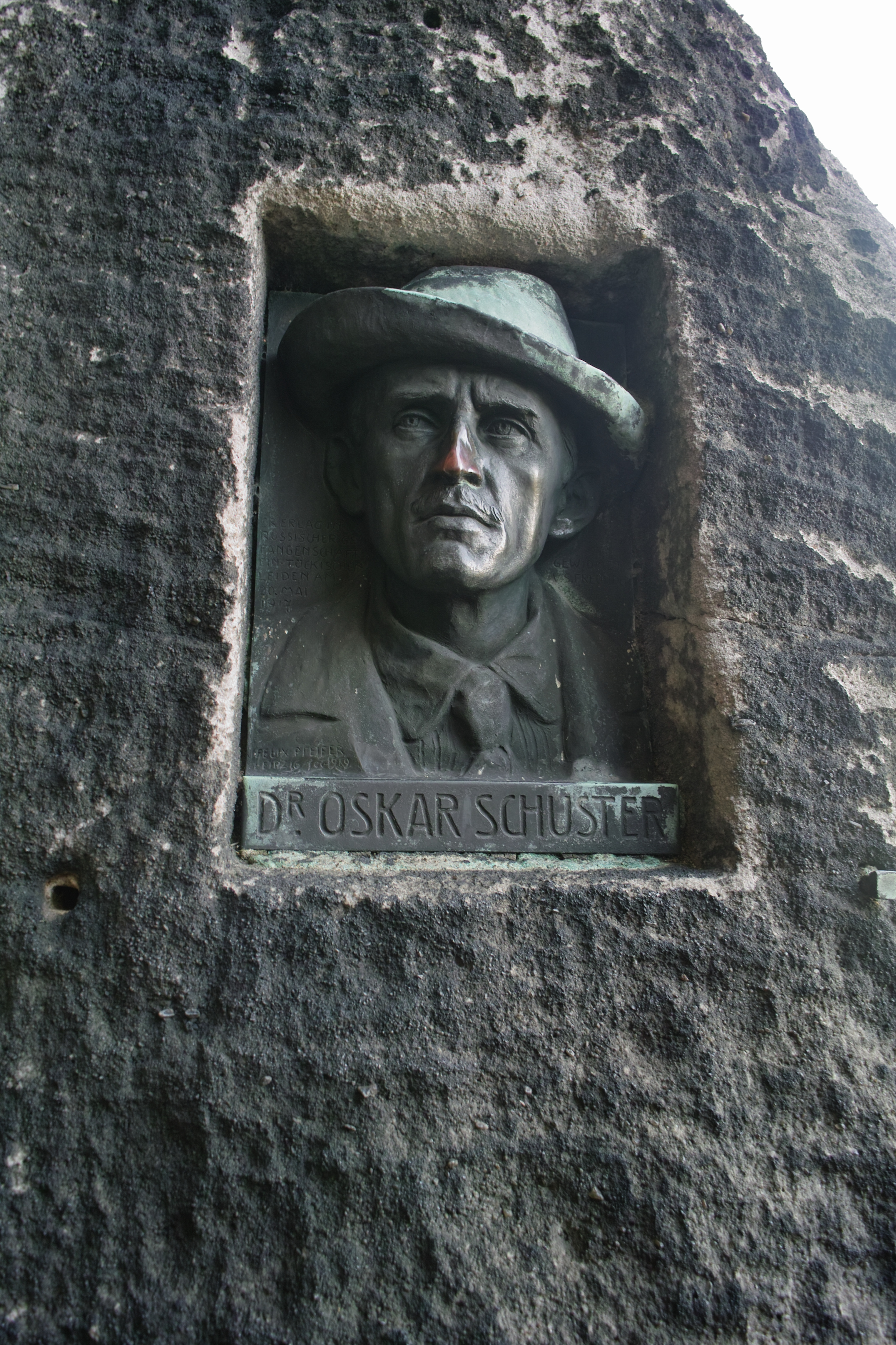
Schusterplakette im Schusterweg am Falkenstein

Fünf Jahre später begann Oscar Schuster mit seinen Seilgefährten die sächsischen Felsgebiete als Übungsterrain für die Alpen zu nutzen und erschloss in der Sächsischen Schweiz die ersten bedeutenden Klettergipfel. Schuster war es auch, der den in den Alpen benutzten Kletterschuh mit Hanfsohle zum Klettern an den Felsen der Sächsischen Schweiz einführte. Er gehörte, wie auch sein Freundeskreis mit den Gebrüdern Conrad und Friedrich Meurer, Fritz Gerbing, Martin Klimmer und Dümler, der wohlhabenden Mittelschicht an, die es sich leisten konnte, im Gebirge zu klettern. Ihre Taten schlugen sich in den Bezeichnungen von Meurerturm, Gerbingspitze, Klimmerstein und Schusterturm dauerhaft nieder. Als Schwierigkeiten wurde immerhin schon der vierte sächsische Grad erreicht.
Mit der Besteigung des Schusterturms am 12. November 1893 im Bielatal durch Oscar Schuster und Fritz Böhme erfolgte die wohl weltweit erste Auslage eines Gipfelbuches. „Wir deponierten ein Fremdenbuch in Blechhülse“. Vorher wurden meist nur Zettel oder Visitenkarten auf dem Gipfel zurückgelassen.
Die nachfolgende Generation erstieg alle bedeutenden durch Riss- oder Kaminkletterei erreichbaren Gipfel. Die bedeutendsten Erstbesteigungen um die Jahrhundertwende waren die des Bloßstocks über den Wenzelweg (Schwierigkeit V) durch Heinrich Wenzel 1899, der Brosinnadel (Alter Weg IV) durch Fritz Brosin 1899 und des Kreuzturmes über den Alten Weg (V) durch Hermann Sattler im Jahr 1901.
Ab 1904 beschrieb Schuster als erster Autor für die Sächsische Schweiz Gipfel und Anstiege in einer Reihe von Artikeln, die unter der Rubrik Felsklettern in der Sächsischen Schweiz in der Zeitschrift Berg und Thal publiziert wurden.
Skizzen und Zusammenstellungen daraus fanden sich später in Rudolf Fehrmanns erstem Kletterführer wieder. Schuster wollte auch selbst einen Führer herausbringen, doch kurz vor der Druckreife entschied er sich dagegen.

## Haupterschließung zwischen 1903 und dem Ersten Weltkrieg

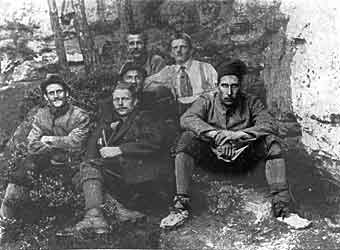
Oliver Perry-Smith ganz rechts, Aufnahme von 1907

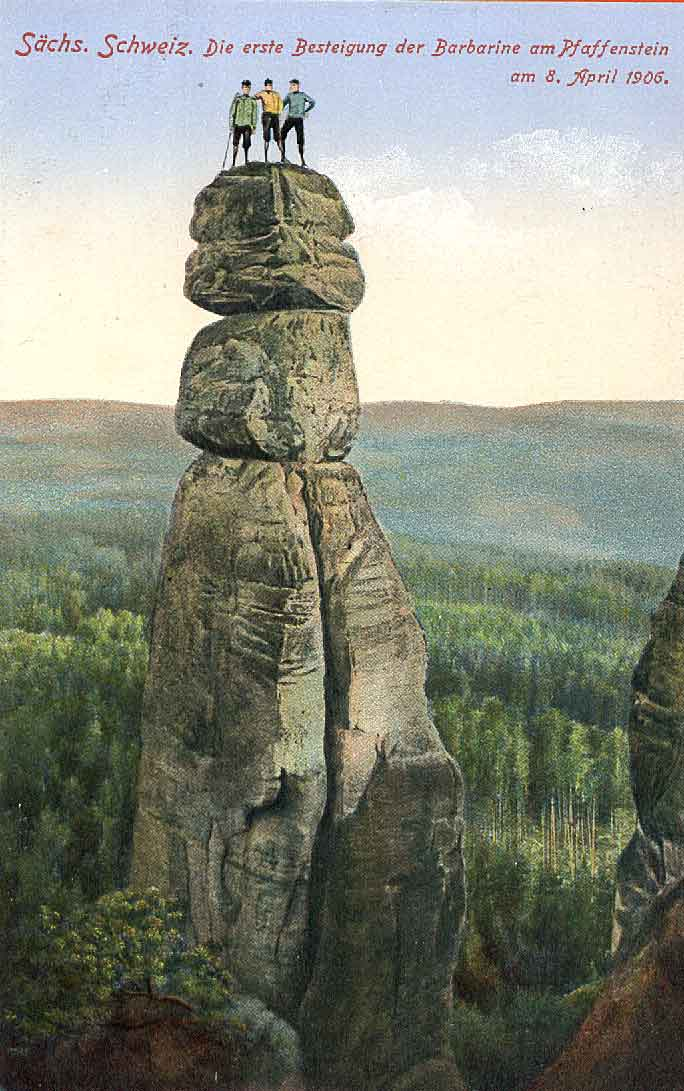
Fiktive Darstellung der Erstbesteigung der Barbarine

Im Jahr 1903 gab es in der Sächsischen Schweiz erstmals über 500 Bergsteiger. Im gleichen Jahr kam es mit dem Schritt zur freien Wandkletterei zu einer weiteren Schwierigkeitssteigerung im sächsischen Fels. Erster Weg dieser Ära war der Überfall auf die Lokomotive-Esse (V) in Rathen von Albert Kunze und Oliver Perry-Smith. Letzterer wurde zusammen mit Rudolf Fehrmann Leitfigur der folgenden Ära. In den Folgejahren gelang die Besteigung des Großen Wehlturmes (hier wurde 1905 der erste Sicherungsring geschlagen), der Jungfer, der Barbarine, des Wilden Kopfs und schließlich im Jahr 1906 die Erstersteigung des Teufelsturms im siebten Schwierigkeitsgrad. Weitere bekannte Vertreter dieser Ära waren Walter Hünig und Arthur Hoyer.
Eine weitere Erschließungsphase wurde durch die Begehung der ausgesetzten, teilweise brüchigen und nach dem Erstbegeher Eduard Weinert benannten Weinertwand am Vexierturm in Rathen eingeleitet. Der Weg, mit nur drei Sicherungsringen versehen, galt als gefährliche Kletterei und forderte mehrere Todesopfer, darunter einen bekannten Erstbegeher, Ehrhardt Renger.
Bis zum Beginn des Ersten Weltkrieges wurde die Schwierigkeit noch weiter gesteigert und vor allem die Risskletterei perfektioniert. Neben Rudolf Klemm, Arthur Agsten und Ehrhardt Renger waren Max Matthäus und Arymund Fehrmann wichtige Vertreter dieser Zeit.
Am 29. November 1901 wurde in Dresden die Sektion Dresden des Österreichischen Touristenklubs (ÖTK) gegründet, sie gilt als Vorläufer eines Bergsteigerbundes. Am 1. März 1911 kam es durch den Zusammenschluss von 15 verschiedenen Kletterklubs zur Gründung des Sächsischen Bergsteigerbundes e. V. (SBB). Dieser bestimmte von nun an, mit einer Pause zwischen 1945 und 1990, die Entwicklung des Sächsischen Kletterns maßgeblich mit.
Durch den Beginn des Krieges kam es zu einer Unterbrechung der Erschließungsgeschichte. Am 10. Mai 1917 wurde durch die zuständigen Behörden ein generelles Kletterverbot verhängt: „Anlaß zu dem Verbote geben die Klagen über Beschädigung der Schonungen in der Umgebung der Felsen, besonders aber die zunehmenden Unglücksfälle beim Klettern. Leben und Gesundheit jedes Einzelnen sind gegenwärtig auch für die Allgemeinheit ein zu wertvolles Gut, als daß es ohne Notwendigkeit aufs Spiel gesetzt werden darf.“
Mehrere bekannte Bergsteiger, darunter auch bekannte Erstbegeher, wie Arymund Fehrmann starben an der Front. Auch der Nestor des sächsischen Kletterns Oscar Schuster starb in einem Internierungslager in Astrachan.
Im Jahr 1908 konnte Rudolf Fehrmann unter Verwendung des Entwurfes von Oscar Schuster einen Kletterführer mit etwa 200 Gipfeln und 400 Wegen herausbringen. Dieser erschien 1908 unter dem Titel "Der Bergsteiger in der Sächsischen Schweiz". Darin wurden noch verbale Beschreibungen für Schwierigkeiten verwendet. Schon im Nachtrag 1913 definierte Fehrmann (weltweit erstmals) verbindliche Kletterregeln. Diese Regeln gelten in der Sächsischen Schweiz mit geringen Veränderungen noch heute. Wichtigste Punkte sind:
- Klettern nur an natürlichen Haltepunkten
- keine Veränderung der Felsoberfläche
- kein Schlagen von Sicherungshaken (außer bei der Erstbegehung).[5]

In der Ausgabe von 1923 verwendete Fehrmann erstmals die damals siebenstufige sächsische Skala, noch ohne Buchstaben. Gegenüber der Erstausgabe von 1908 beschrieb der Kletterführer 1923 bereits 1.004 Kletterwege und -varianten.

## Die Zeit zwischen den Weltkriegen
Bis zum Ende des Krieges fielen von 786 Mitgliedern des SBB 425 dem Krieg zum Opfer. Auch die anderen Klettervereine hatten größere Verluste zu beklagen.
Zu Beginn der 1920er Jahre kam es zur Bildung des „Verbandes freier bergsportlicher Vereinigungen“ (VfbV) im Jahr 1919 und der Vereinigten Kletterabteilungen (VKA) im „Touristenverein "Die Naturfreunde"“. Neben weiteren bergsportlichen Organisationen entwickelten sich diese zur Konkurrenz für den Sächsischen Bergsteigerbund.
Im Jahr 1919 gelangen, bedingt auch durch das Kriegsende, doppelt so viele Erstbegehungen wie im Vorjahr. Schon im Jahr 1920 wurde mit 129 Erstbegehungen eine Verdreifachung erreicht.
Einer der bedeutendsten Erstbegeher dieser Zeit war Emanuel Strubich. Zwischen dem Ende des Krieges und seinem Tod in den Alpen 1922 setzte er neue Akzente. Ihm gelang mit der Westkante am Wilden Kopf der Schritt in den achten sächsischen Grad. Seine Erstbegehungen und auch seine Projekte in der Teufelsturm-Talseite und Schrammtorwächter-Nordwand wurden erst zehn Jahre später und mit Hilfe einer Unterstützungsstelle (menschlicher Steigbaum) beendet. Otto Dietrich war ein weiterer aktiver Erstbegeher dieser Zeit, ihm gelang die Westkante (VIIc) am Falkenstein. Mit der Kuniskante durch Oswald Kunis 1921 am Rauschentorwächter und Rostkante am Haupwiesenstein im Jahr 1922 durch Hans Rost wurde der glatte achte Grad erreicht. Danach stagnierte die Schwierigkeitsentwicklung über etwa 30 Jahre, unterbrochen nur von wenigen herausragenden Wegen. Weitere bedeutende Kletterer dieser Zeit waren neben Fritz Wiessner, der nach seiner Auswanderung nach Amerika das Freiklettern in den USA populär machte, Alfred Herrmann, Walter Sobe und Arno Sieber. Ihnen gelangen ausgesetzte Riss- und Reibungsklettereien, die heute noch zu den bedeutenden Wegen in der Sächsischen Schweiz zählen, so die Sieberkante (VIIc) am Vorderen Torstein, der Wießnerriss am Frienstein, die Talseite an der Barbarine und die Westkante am Höllenhund.
Im Kletterführer von 1927 wurden etwa 400 Gipfel mit rund 1000 Wegen beschrieben. Dieser Kletterführer wurde bis nach Kriegsende nicht mehr ergänzt.
Zum Ende der 1920er Jahre verstärkten sich die Rivalitäten und Gegensätze zwischen einzelnen Klettervereinigungen und Kletterklubs. Diese wurden durch die Auslegung von eigenen Wandbüchern, Gipfelbuchdiebstähle, Flugblattaktionen oder vor Gericht öffentlich ausgetragen. Es gab aber auch eine sachliche Zusammenarbeit in der „Interessengemeinschaft Dresdener touristischer Vereinigungen“ (IG), aus der später auch die Bergwachtabteilung Sachsen hervorging. Zum ersten Vorsitzenden wurde im Jahr 1919 Rudolf Fehrmann gewählt.
Mit Beginn der Weltwirtschaftskrise und der damit verbundenen zunehmenden großen Arbeitslosigkeit und politischen Radikalisierung verstärkte sich auch die offene Gegnerschaft zwischen einzelnen bergsportlichen Organisationen. Insbesondere die verstärkte Vernichtung von Gipfelbüchern und -zeichen durch einen Teil der Mitglieder der „Vereinigten Kletterabteilungen (VKA)“ führte zu scharfen gegenseitigen Angriffen und Auseinandersetzungen. So wurden im September 1928 von Unbekannten die Gipfelzeichen vom Falkenstein (Falke), vom Mönch (die Figur eines Mönches) und vom Hinteren Gansfels (Vogel) entfernt.
Durch die Machtübernahme des Nationalsozialismus und des damit einhergehenden Verbotes der „Vereinigten Kletterabteilungen (VKA)“ und anderer Bergsportvereine, wurde auch der Sächsische Bergsteigerbund als führender Verein zunehmend von den Nationalsozialisten vereinnahmt. Bereits im Jahr 1922 hatte die „Akademische Sektion Dresden (ASD)“ die Einführung des „Arierparagraphen“ in ihre Satzung beschlossen, wie auch viele andere Sektionen des DÖAV bereits weit vor 1933 offen antisemitisch agierten. Während manche Kletterer schnell Mitglieder der NSDAP wurden, engagierten sich vor allem ehemalige Mitglieder der VKA als Rote Bergsteiger gegen den Nationalsozialismus, was viele Bergsteiger wie bspw. Kurt Schlosser oder Herta Lindner mit dem Leben bezahlten.
Von 1919 bis 1932 wurden in der Sächsischen Schweiz über 700 Erstbegehungen durchgeführt, davon etwa 50 in den Schwierigkeitsgraden VIIc, VIIIa und VIIIb.
In den 1930er Jahren blieben (analog zu den Großen Nordwänden der Alpen) „Drei letzte große Probleme“ übrig. Diese wurden dann mit teilweise umstrittenen Methoden und Techniken nacheinander gelöst. Im Jahr 1936 wurden die Teufelsturm-Talseite (frei geklettert: VIIIb) durch Rudolf Stolle und die Schrammtorwächter-Nordwand (frei geklettert: VIIIb) durch Willy Häntzschel erstbegangen, im Jahr 1938 löste Richard Dreßler als letztes Problem den Gemeinschaftsweg an der Wilden Zinne (VIIIa). Rudolf Stolle und auch Richard Dreßler starben, wie viele andere Kletterer dieser Zeit, im wenig später folgenden Zweiten Weltkrieg.
| Jahr | Zahl der Erstbegehungen |
| ---- | ----------------------- |
| 1934 | 32                      |
| 1935 | 30                      |
| 1936 | 58                      |
| 1937 | 80                      |
| 1938 | 34                      |
| 1939 | 28                      |
| 1940 | 20                      |
| 1941 | 2                       |
| 1942 | 13                      |
| 1943 | 18                      |
| 1944 | 5                       |
| 1945 | 9                       |

## Ende des Zweiten Weltkrieges bis 1966

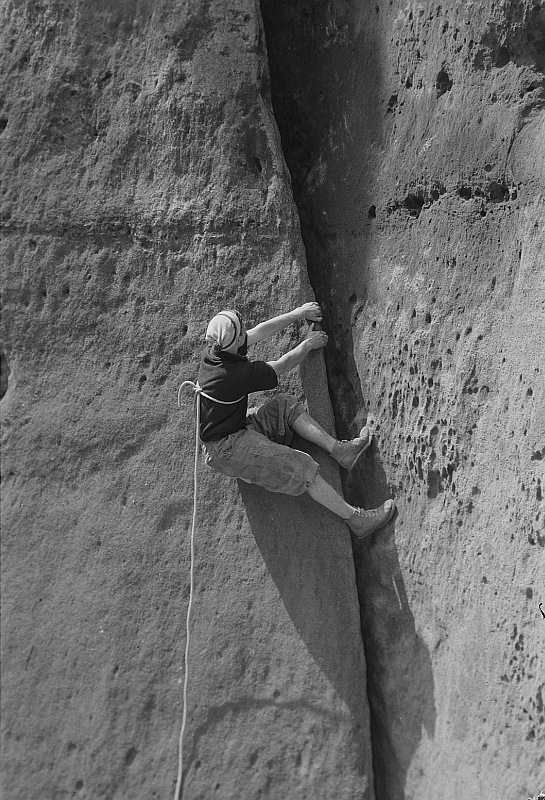
Kletterer im sächsischen Fels, vermutlich in den 1960er Jahren

Nach der Zäsur durch den Zweiten Weltkrieg und dem Tod vieler Kletterer kam es bereits im Jahr 1946 zur Wiederaufnahme der Erstbegehertätigkeit. So wurde die Nordwand der Lokomotive-Esse (VIIIa) durch Hans Michael erstmals bezwungen. Durch Harry Rost, Karl-Heinz Gonda und Herbert Wünsche folgte eine Erschließung schwerer, meist anspruchsvoller Wege wie Meurerturm-Westwand (VIIIb), Dreifingerturm-Ostrisse (VIIIb) und Rohnspitze-Dolch (VIIIb). Schon 1948 wurden wieder 81 Wege neu erschlossen. Im Jahr 1952 gelang es Harry Rost mit der Schwager-Talseite, die Schwierigkeit auf VIIIc zu steigern. Heute ist der Weg ohne „Baustelle“ geklettert mit der Schwierigkeit IXa bewertet. Alle genannten Kletterer verließen bald darauf die DDR. Karl-Heinz Gonda verunglückte 1952 in der Eiger-Nordwand kurz vor dem Ausstieg tödlich.
Nach dem Krieg wurde der Sächsische Bergsteigerbund, wie viele andere bürgerliche Vereine auch, von der Sowjetischen Militäradministration verboten. Seine Aufgabe als Dachorganisation übernahm die 1952 gegründete „Sektion Touristik“ der DDR, aus der später der Deutsche Verband für Wandern, Bergsteigen und Orientierungslaufen (DWBO) hervorging. Schon 1948 begann die Einflussnahme des Staates auf das Klettern. So begannen sich viele Bergsteiger unter massivem politischen Druck den Betriebssportgemeinschaften anzuschließen. Die vor dem Krieg bestehenden Klubs schlossen sich meist diversen Betriebssportgemeinschaften an, ohne sich aufzulösen. Sie nutzten die Vorzüge dieser Vereinigungen, bei denen sie versichert waren und eine gewisse Unterstützung bekamen.
Ein weiteres Mittel, die Bergsteiger an den Staat zu binden, war die Einführung der einheitlichen Sportklassifizierung nach sowjetischem Vorbild im Jahr 1953. Diese Einführung wurde, da sie nach Ansicht der Bergsteiger der Tradition des sächsischen Bergsteigens widersprach, lange Jahre boykottiert. Erst im Jahr 1957 fanden sich Einzelne dafür bereit. Drei Jahre später entschlossen sich daher 13 der damals bekanntesten Bergsteiger, unter ihnen Herbert Richter, einen siebenseitigen Brief an den Ersten Sekretär der SED, Walter Ulbricht, zu verfassen. Sie verwiesen auf die Erziehung des Bergsportes zu Charakterstärke und anderen moralischen Qualitäten auch ohne Klassifizierung. So hieß es unter anderem: Die Verfechter der Klassifizierung „bezeichnen unser Bergsteigen als Weltflucht und glauben, alle Bergsteiger nur durch die Klassifizierung erziehen zu müssen und zu können. Aber was haben sie damit erzogen? Dogmatiker, Karrieristen! Sie haben an die Stelle des denkenden, fühlenden, sehenden Menschen den Katalog gesetzt. Sie fördern damit die Unredlichkeit in unserem Sport. Sie überzeugen nicht, sondern gebrauchen Zwangsmittel. Sie verdrängen ethische Prinzipien durch reine Körperertüchtigung.“

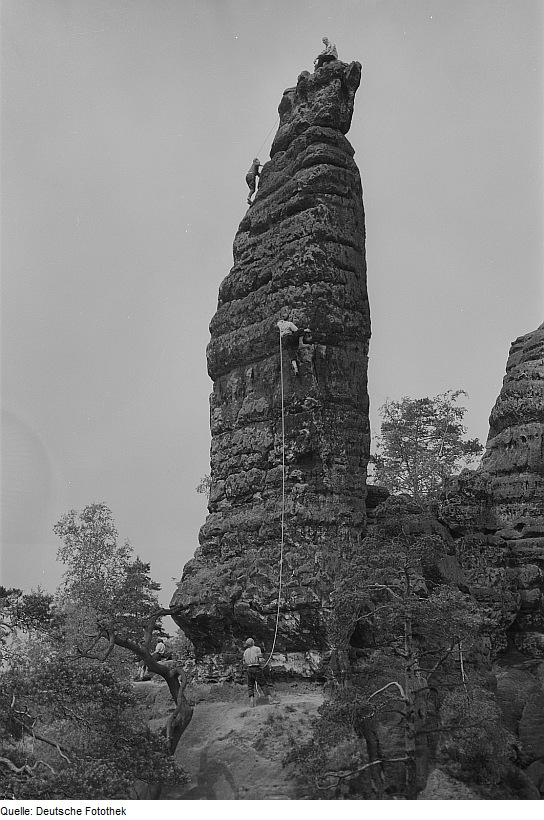
Kletterer an der Tante in den Schrammsteinen (1963)

Im Jahr 1953 erschien der Kletterführer Der Bergsteiger – Ein Kletterführer durch die deutschen Mittelgebirge Teil 1, der zweite Teil erschien sechs Jahre später. In diesem wurden etwa 600 Gipfel und 3000 Wege genannt. Er war nach einem kleinen Nachtrag aus dem Jahr 1950 der erste vollwertige Kletterführer nach 1927.
Anfang der 1950er Jahre gab es mit Wulf Scheffler, Dietrich Hasse und Lothar Brandler weitere Erstbegeher, welche mit Falkenstein Westgrat (VIIIc), Direkte Westkante und Südwand (beide VIIIb) sowie Rohnspitze Direkter Dolch (VIIIc) weitere schwere und anspruchsvolle Wege erschlossen. Auch sie verließen die DDR. Zusammen mit ihnen trat mit Herbert Richter ein weiterer Erschließer auf. Er war in den Folgejahren einer der erfolgreichsten Erstbegeher. Er beging mit den Wegen Direkter Herbstweg an der Nördlichen Pfaffenschluchtspitze (VIIIc), Fledermausweg an der Sommerwand (VIIIc), Nordwand am Bloßstock (VIIIa), später von ihm frei geklettert (IXa), Westkante am Kreuzturm (VIIIc), Rübezahlstiege am Frienstein (VIIIc) sowie Roberts Rippe an den Flachsköpfen (VIIIc) mehrere Wege am damaligen Leistungslimit. Im Jahr 1972 gelang ihm sein nominell schwerster Weg, der Linksweg (IXa) am Großen Halben. Neben Herbert Richter gehörten Kurt Richter, Heinz Urban und Fritz Eske zur damaligen Leistungsspitze. Letzteren gelang mit der Königshangel (IXa) im Jahr 1964 am Frienstein der damals wohl schwerste Weg der Welt. Weitere Topwege dieser Jahre waren die Ostwand am Teufelsturm (VIIIc) und die Westwand (VIIIc) am Turm am Verborgenen Horn. Durch den Absturz von Kurt Richter, Fritz Eske und Günter Warmuth sowie Günter Kalkbrenner im Jahr 1967 in der Eiger-Nordwand ereilte die Kletterer in der Sächsischen Schweiz ein herber Verlust. Nachdem sich auch noch Herbert Richter aus der Erschließung des Gebirges mehr und mehr zurückzog, drohte eine Stagnation der sportlichen Entwicklung.
In den 1960er Jahren begann vor allem durch Hans-Joachim Scholz, Gisbert Ludewig und Dietmar Heinicke eine flächendeckende Erschließung noch freier Felsflächen und hauptsächlich kleinerer, von Kletterern gern als Quacken bezeichneter, noch unbestiegener Felstürme, die sich bis in die 1980er Jahre hinzog.
Im Jahr 1961 erschien ein unter Leitung von Dietmar Heinicke erarbeiteter Kletterführer. Mit diesem Führer wurden erstmals die Schwierigkeitsgrade VII a bis c als Unterteilung des VII. Grades aufgeführt. Der Nachtrag aus dem Jahr 1965 hatte schon zwei Bände.

## Ära Bernd Arnold (1966–1986)
Die Ära von Bernd Arnold begann wohl mit seiner Erstbegehung der Route 10 (VIIIc) am Meurerturm im April 1966, einem Weg am damaligen Kletterlimit. Arnold sollte fast zwanzig Jahre das Klettern in der Sächsischen Schweiz bestimmen. Der breiteren Masse der Kletterer gelang es nicht, zu seinem Schwierigkeitsniveau aufzuschließen. Zu den Ausnahmen gehörte Wolfgang Güllich, der dies eindrucksvoll im Jahr 1982 bewies. Er konnte als Ortsfremder in eineinhalb Wochen bei acht Arnoldwegen der Schwierigkeit IXb bzw. IXc die zweite bzw. dritte Begehung durchführen.
Bernd Arnold kam auch eine Regeländerung im sächsischen Klettern zugute: Ab 1968 durften die Sicherungsringe auch in Sicherungsschlingen sitzend geschlagen werden. Vorher musste dies grundsätzlich freistehend erfolgen. Im Jahr 1970 folgte mit der Nordwand am Schwager in den Schrammsteinen ein Weg im sächsischen Schwierigkeitsgrad IXb. Den Weg, der als Erster mit sechs Sicherungsringen bestückt war, beging Arnold zusammen mit Günter Lamm. Es könnte die damals weltweit schwerste Kletterroute gewesen sein. Es folgten Wege wie Nonplusultra (IXb) am Mittleren Torstein, Talseite (IXb) an der Teufelsspitze und Lineal (IXa) Meurerturm. Im Jahr 1977 gelang Arnold mit der Superlative der erste Weg im Grad IXc.
Er konnte zwischen 1979 und 1984 70 Erstbegehungen für sich verbuchen, davon waren 52 in den Schwierigkeitsstufen IX und X. In den 1970er Jahren gelangen neben Arnold nur wenigen Kletterern, wie Herrmann Potyka, Manfred Vogel und Herbert Richter Wege im neunten sächsischen Grad. In den 1970er und 1980ern gab es neben Arnold u. a. mit Gisbert Ludewig, Matthias Gäbler, Christoph Martin, Dieter List und Dieter Ulbrich eine aktive Erstbegeherszene. Diese waren meist auch noch in den Folgejahrzehnten aktiv. Seit spätestens Mitte der 1970er Jahre schloss die internationale Kletterszene auch in puncto Schwierigkeit zur Sächsischen Schweiz auf, deren Schwierigkeitsentwicklung ja nur von einer Person vorangetrieben wurde.
Angetrieben durch die aufgrund des aufkommenden Sportkletterns wachsende Konkurrenz, steigerte Arnold mit der Schallmauer an der Amselspitze, der Millimetervariante am Rokokoturm und dem Ausflug ins Nirvana an der Friensteinwarte im Jahr 1982 die Schwierigkeitsskala auf den Grad Xa und mit dem 6. Versuch am Schwedenturm im Jahr 1983 auf den Grad Xb. Seine im Jahr 1986 erstbegangenen Wege Barometer für Stimmungen am Heringstein und Garten Eden am Rokokoturm im Grad Xc' stellen den End- und Höhepunkt dieser Ära dar. So konnte er bis heute etwa 900 Erstbegehungen bis zum sächsischen Schwierigkeitsgrad Xc verzeichnen.
Vor allem durch die Leistungen Bernd Arnolds wurde es notwendig, die bis dato siebenteilige Schwierigkeitsskala zu erweitern. So wurde im Jahr 1976 die Erweiterung des Grades VIIc durch die Einführung der Grade VIId bis VIIe beschlossen. Diese Lösung bewährte sich aber nicht. So erfolgte die Erweiterung auf den achten Grad (VIIIa-c), wenig später wurde die Skala für nach oben offen erklärt.

## Beginn der Sportkletterbewegung in der Sächsischen Schweiz (1982–1990)
Durch den Besuch westdeutscher Sportkletterer wie Kurt Albert und Wolfgang Güllich und auch amerikanischer Kletterer wie Henry Barber begann der Sportklettergedanke auch in der Sächsischen Schweiz Fuß zu fassen. Den Besuchern gelangen Begehungen der damals schwersten Wege im Gebirge. Kurt Albert konnte dann im Jahr 1981 durch die Route Sautanz im Frankenjura das Schwierigkeitsniveau der Routen von Bernd Arnold überbieten. Wolfgang Güllich gelang mit der Begehung des Weges Werners Problem (Xc) in der Sächsischen Schweiz, diese auch hier zu überbieten. Der Weg wurde allerdings wegen der den sächsischen Kletterregeln widersprechenden Verwendung von Magnesia und Klemmkeilen nicht anerkannt. Durch diese Besuche inspiriert, gelang es Anfang der 1980er auch einheimischen Kletterern wie Falk Schelzel und Thomas Rudolf, zum Niveau von Bernd Arnold aufzuschließen. Neben Bernd Arnold stießen nun auch andere Erstbegeher in das oberste Leistungsniveau vor. Hier ist vor allem Christian Günther zu nennen, dem in kürzester Zeit eine Vielzahl schwierigster Wege gelang. Diese entstanden aber teilweise durch das nicht erlaubte Einrichten von oben, sodass einige seiner Wege nicht anerkannt werden und er sogar mit einem Erstbegehungsverbot belegt wurde. Darüber hinaus sind vor allem Jürgen Höfer, Joachim Friedrich und auch der Tscheche Jindřich Hudeček zu nennen. Jörn Beilke gelangen zusammen mit Alexander Adler neben einigen Erstbegehungen vor allem Wiederholungen schwerster Wege. Endpunkt dieser Ära war die Erstbegehung der Route Perestroika (XIa) am Schrammsteinkegel durch Jindřich Hudeček am 21. Oktober 1989.
In den 1980er Jahren erreichte auch die Erschließung von neuen Wegen ihren Höhepunkt. Im Jahr 1985 wurden 771 Wege neu eröffnet. Dieser Wert ist bis heute unübertroffen.

## Resterschließung (1990 bis heute)

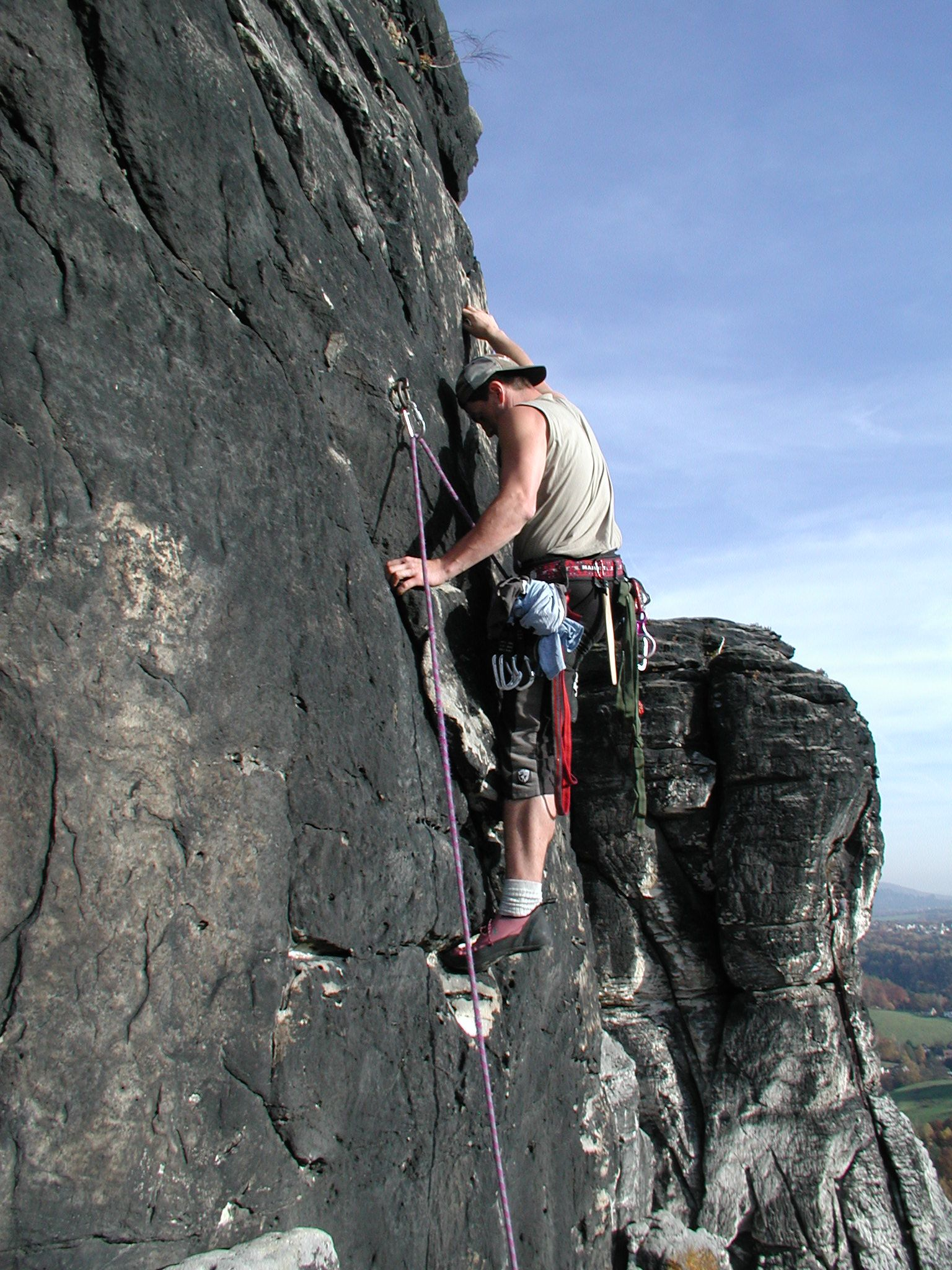
Kletterer am Plattenstein im Rathener Gebiet

Nach der politischen Wende kam es durch die nun vorhandenen Reisemöglichkeiten zu einer vorübergehenden Stagnation in der Schwierigkeitsentwicklung.
Bereits 1990 wurde der Sächsische Bergsteigerbund wiedergegründet, auch weitere Bergsteigervereine wurden neu- bzw. wiedergegründet, so auch die Alpenvereinssektion Dresden und die Akademische Sektion. Derzeit gibt es über 10.000 organisierte Kletterer im Umfeld der Sächsischen Schweiz, davon allein 9.000 beim SBB.
Durch die Gründung des Nationalparkes Sächsische Schweiz erhöhten sich auch die Anforderungen an die Naturverträglichkeit des Kletterns. In den Jahren 1996 bis 2003 wurde von einer Arbeitsgruppe, welche aus Mitgliedern des Nationalpark- und Forstamts sowie der Bergsportverbände bestand, eine Bergsportkonzeption für den Nationalpark Sächsische Schweiz erarbeitet. In diesem Zug wurden zwölf Klettergipfel dauerhaft gesperrt und 19 neue Klettergipfel für das Klettern freigegeben. Auch zahlreiche Wanderwege und Zustiege wurden gesperrt. Auch wurden die Möglichkeiten für die Freiübernachtung (Boofen) im Bereich des Nationalparkes massiv eingeschränkt.
Viele der in den 1980er Jahren aktiven Erstbegeher erschlossen auch weiterhin eine Vielzahl von Routen. Im oberen Schwierigkeitsbereich setzte sich immer mehr das Rotpunktklettern als Begehungsstil durch. So gelangen Mitte der 1990er Jahre Alexander Adler die Rotpunktbegehungen von Ikarus (XIb) und Überdruckventil (XIb-c). Daneben sind im oberen Schwierigkeitsbereich die Erstbegeher Sven Scholz, Thomas Küntscher und Uwe Richter zu nennen.
Im oberen Grenzbereich kamen Ende des 20. Jahrhunderts Thomas Willenberg und Tobias Wolf hinzu. Willenberg erschloss eine Vielzahl von Wegen bis zum Grad XIIc (XI+ UIAA). Die Schwierigkeitseinstufungen der Routen sind umstritten, da viele Wege nach einer Wiederholung stark abgewertet wurden. Nach dem Jahr 2000 kamen Chris-Jan Stiller, Tobias Wolf und Robert Leistner als Extremerschließer hinzu. Ihnen gelang eine Vielzahl von Wegen im zehnten und elften Schwierigkeitsgrad.
Seit den 1990er Jahren begann auch eine flächendeckende Erschließung von Wegen im unteren und mittleren Schwierigkeitsgrad. Meist wurden über 300 Wege pro Jahr neu erschlossen, während in den Jahren 1992 bis 1994 noch über 400 Erstbegehungen pro Jahr gemacht wurden. Seit 1995 ist die Zahl der Erstbegehungen rückläufig. Eine Ausnahme stellte das Jahr 2003 dar, als über 450 Wege neu erschlossen wurden.
Durch diese hohe Anzahl der Erstbegehungen stieg neben der Wegdichte auch die Anzahl qualitativ schlechterer Wege. Spätestens seit dem Jahr 2005 wird durch teilweise umstrittene Methoden versucht, der weiteren Erschließung des Gebirges Einhalt zu gebieten. Während von offizieller Seite versucht wird, geltende Regelungen für das Anerkennen neuer Wege zu verschärfen, wird andererseits zu Mitteln wie dem illegalen Entfernen von Sicherungsringen aus neuen Wegen gegriffen.
Dadurch kam es im Jahr 2009 zu einem nennenswerten Einbruch bei den Neuerschließungszahlen mit unter 200 erstbegangenen Wegen. Das sind weniger als halb so viele wie im Vorjahr. Seitdem hat sich die Zahl auf diesem Niveau stabilisiert, 2011 stieg sie leicht an, aber ohne die Werte der Vorjahre zu erreichen. Im Jahr 2010 waren erstmals in der Geschichte über die Hälfte der Erstbegehungen Sprünge. Durch die enorme Schwierigkeit der neudurchgeführten Sprünge wurde die Sprungskala im Jahr 2011 auf vermutlich 7 erweitert, nachdem bereits 2010 erste Sprünge mit Schwierigkeitsgrad 6 absolviert wurden. 2012 sank die Zahl deutlich auf 121 ab, darunter waren 35 Sprünge. Die verbleibenden 86 Kletterrouten sind die niedrigste Zahl an Erstbegehungen echter Kletterrouten der letzten 25 Jahre. Im Jahr 2015 stieg die Zahl durch die Freigabe neuer Klettergipfel erheblich an, um dann wieder auf das Niveau der Vorjahre zu fallen.
| Jahr | Zahl der Erstbegehungen |
| ---- | ----------------------- |
| 1985 | 771                     |
| 1992 | 428                     |
| 1993 | 430                     |
| 1994 | 489                     |
| 2001 | 272                     |
| 2002 | 337                     |
| 2003 | 479                     |
| 2004 | 360                     |
| 2005 | 334                     |
| 2006 | 359                     |
| 2007 | 413                     |
| 2008 | 359                     |
| 2009 | 171                     |
| 2010 | 172                     |
| 2011 | 235                     |
| 2012 | 121                     |
| 2013 | 102                     |
| 2014 | 132                     |
| 2015 | 387                     |
| 2016 | 178                     |
| 2017 | 131                     |
| 2018 | 209                     |
| 2019 | 215                     |
| 2020 | 211                     |
| 2021 | 177                     |
| 2022 | 189                     |
| 2023 | 148                     |

## Klettern in der Böhmischen Schweiz

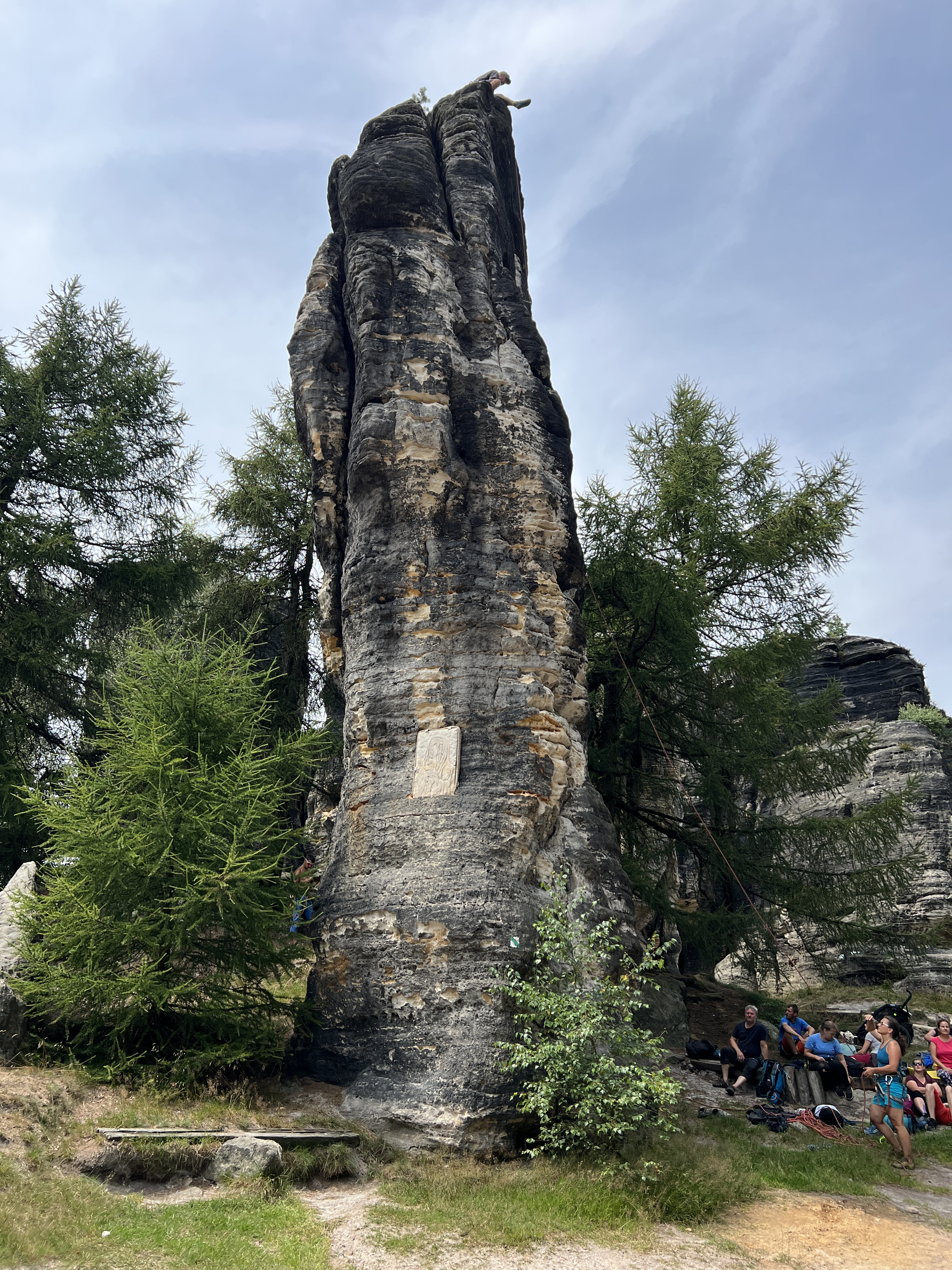
Kletterer am Januskopf, Tissaer Wänden in der Böhmischen Schweiz

Die Erschließungsgeschichte der Sächsischen Schweiz ist eng mit der Erschließung der Böhmischen Schweiz verbunden. Bis auf die Zeit nach dem Zweiten Weltkrieg bis in die 1960er Jahre, als die Böhmische Schweiz als Grenzregion für deutsche Kletterer gesperrt war, wurde das gesamte Elbsandsteingebirge grenzübergreifend erschlossen.